# Támara de Campos
Támara de Campos – gmina w Hiszpanii, w prowincji Palencia, w Kastylii i León, o powierzchni 20,75 km². W 2011 roku gmina liczyła 88 mieszkańców.